# Linia kolejowa nr 946
Linia kolejowa nr 946 – linia kolejowa w Krakowie. Stacją początkową jest Kraków Nadwiśle, a stacją końcową jest Kraków Polmos. Linia ma długość 0,75 km.

## Infrastruktura

### Połączenia z innymi liniami
| punkt           | linia | linia             | linia     | źródło |
| punkt           | numer | kierunek          | status    | źródło |
| --------------- | ----- | ----------------- | --------- | ------ |
| Kraków Nadwiśle | 100   | Gaj               | nieczynna | [ 2 ]  |
| Kraków Nadwiśle | 945   | Kraków Grzegórzki | nieczynna | [ 3 ]  |
| Kraków Dąbie    | 91    | Kraków Wesoła     | nieczynna | [ 4 ]  |